# Dyskografia Kasi Cerekwickiej
Dyskografia Kasi Cerekwickiej, polskiej piosenkarki pop/R&B, zawierająca siedem albumów studyjnych, dwadzieścia sześć singli (w tym dwa z gościnnym udziałem) oraz siedemnaście teledysków.

## Albumy studyjne
| Rok                            | Dane dot. albumu | Najwyższa pozycja na liście | Certyfikat         | Sprzedaż       |
| Rok                            | Dane dot. albumu | POL                         | Certyfikat         | Sprzedaż       |
| ------------------------------ | --- | --------------------------- | ------------------ | -------------- |
| 2000                           | Mozaika - Wydany: 25 sierpnia 2000 - Wydawca: Sony Music Entertainment Poland - Formaty: CD                            | –                           |                    |                |
| 2006                           | Feniks - Wydany: 20 lutego 2006 - Wydawca: Sony BMG Music Entertainment Poland - Formaty: CD, digital download         | 7                           | - POL: złota płyta | - POL: 15 000+ |
| 2007                           | Pokój 203 - Wydany: 1 października 2007 - Wydawca: Sony BMG Music Entertainment Poland - Formaty: CD, digital download | 6                           | - POL: złota płyta | - POL: 15 000+ |
| 2010                           | Fe-Male - Wydany: 31 maja 2010 - Wydawca: Sony Music Entertainment Poland - Formaty: CD, digital download              | 11                          |                    |                |
| 2015                           | Między słowami - Wydany: 26 maja 2015 - Wydawca: Sony Music Entertainment Poland - Formaty: CD, digital download       | 21                          |                    |                |
| 2016                           | Kolędy - Wydany: 25 listopada 2016 - Wydawca: Universal Music Polska - Formaty: CD, digital download                   | –                           |                    |                |
| 2020                           | Pod skórą - Wydany: 18 września 2020 - Wydawca: Agora - Formaty: CD, digital download                                  | 50                          |                    |                |
| „–” pozycja nie była notowana. | |                             |                    |                |

## Single
| Rok                            | Tytuł                                                               | Najwyższe pozycje na listach | Najwyższe pozycje na listach | Najwyższe pozycje na listach | Najwyższe pozycje na listach | Najwyższe pozycje na listach | Najwyższe pozycje na listach | Certyfikat         | Album                                           |
| Rok                            | Tytuł                                                               | POL (airplay)                | POL (airplay nowości)        | RMF                          | LP3                          | SLiP                         | WiR                          | Certyfikat         | Album                                           |
| ------------------------------ | ------------------------------------------------------------------- | ---------------------------- | ---------------------------- | ---------------------------- | ---------------------------- | ---------------------------- | ---------------------------- | ------------------ | ----------------------------------------------- |
| 2000                           | „Kobieta jest jak księżyc”                                          | –                            | –                            | –                            | –                            | –                            | –                            |                    | Mozaika                                         |
| 2000                           | „Gdzie jesteś”                                                      | –                            | –                            | –                            | –                            | –                            | –                            |                    | Mozaika                                         |
| 2006                           | „Na kolana”                                                         | –                            | –                            | 1                            | 18                           | 6                            | 2                            |                    | Feniks (+ reedycja)                             |
| 2006                           | „Ostatnia szansa”                                                   | –                            | –                            | 1                            | –                            | 11                           | –                            |                    | Feniks (+ reedycja)                             |
| 2006                           | „Potrafię kochać”                                                   | –                            | –                            | 1                            | –                            | 11                           | 10                           |                    | Feniks (+ reedycja)                             |
| 2007                           | „S.O.S.”                                                            | 2                            | –                            | 1                            | –                            | 15                           | 2                            |                    | Pokój 203                                       |
| 2007                           | „Zostań”                                                            | –                            | –                            | 2                            | –                            | –                            | 7                            |                    | Pokój 203                                       |
| 2007                           | „Przyjaciółka”                                                      | –                            | –                            | –                            | –                            | –                            | –                            |                    | Pokój 203                                       |
| 2008                           | „Nie ma nic”                                                        | –                            | –                            | –                            | –                            | –                            | 6                            |                    | –                                               |
| 2008                           | „Żyj intensywnie”                                                   | –                            | –                            | 4                            | –                            | –                            | –                            |                    | Fe-Male                                         |
| 2009                           | „Zbójnicki skarb” (oraz Zakopower)                                  | –                            | –                            | 12                           | –                            | –                            | –                            |                    | Janosik. Prawdziwa historia (ścieżka dźwiękowa) |
| 2010                           | „Wszystko czego chcę od ciebie”                                     | –                            | 1                            | 2                            | –                            | –                            | 6                            |                    | Fe-Male                                         |
| 2010                           | „Książę”                                                            | –                            | –                            | –                            | –                            | –                            | –                            |                    | Fe-Male                                         |
| 2015                           | „Między słowami”                                                    | 17                           | –                            | 4                            | –                            | 21                           | –                            |                    | Między słowami                                  |
| 2015                           | „Puls” (gościnnie: Grzegorz Hyży)                                   | –                            | 5                            | –                            | –                            | 35                           | –                            |                    | Między słowami                                  |
| 2015                           | „Szczęście”                                                         | 16                           | 3                            | 3                            | –                            | 41                           | –                            |                    | Między słowami                                  |
| 2016                           | „Głód”                                                              | –                            | –                            | –                            | –                            | –                            | –                            |                    | Między słowami                                  |
| 2016                           | „Na całej połaci śnieg” (gościnnie: Krzysztof Kiljański)            | 91                           | 5                            | –                            | –                            | –                            | –                            |                    | Kolędy                                          |
| 2017                           | „Bez Ciebie”                                                        | 8                            | 1                            | 3                            | –                            | 28                           | 5                            | - POL: złota płyta |                                                 |
| 2018                           | „Gloria” (gościnnie: Kasia Moś, Kuba Badach, Mieczysław Szcześniak) | 59                           | 1                            | –                            | –                            | –                            | –                            |                    | Kolędy                                          |
| 2019                           | „Lulajże, Jezuniu”                                                  | 94                           | –                            | –                            | –                            | –                            | –                            |                    | Kolędy                                          |
| 2019                           | „Głowę noś do góry” (gościnnie: Pectus)                             | –                            | –                            | –                            | –                            | 47                           | 13                           |                    | Jak poślubić milionera (ścieżka dźwiękowa)      |
| 2019                           | „Jedyna taka noc”                                                   | –                            | –                            | –                            | –                            | –                            | –                            |                    | Kolędy                                          |
| 2020                           | „W pogoni za szczęściem”                                            | –                            | –                            | –                            | –                            | –                            | –                            |                    | Pod skórą                                       |
| 2021                           | „Nigdy”                                                             | –                            | –                            | –                            | –                            | –                            | –                            |                    | Pod skórą                                       |
| 2021                           | „Pod skórą”                                                         | –                            | –                            | –                            | –                            | –                            | –                            |                    | Pod skórą                                       |
| 2022                           | „Lody”                                                              | –                            | –                            | –                            | –                            | –                            | –                            |                    | Pod skórą                                       |
| „–” pozycja nie była notowana. |                                                                     |                              |                              |                              |                              |                              |                              |                    |                                                 |

### Z gościnnym udziałem
| Rok                            | Tytuł                             | Najwyższa pozycja na liście | Album       |
| Rok                            | Tytuł                             | POL (airplay TV)            | Album       |
| ------------------------------ | --------------------------------- | --------------------------- | ----------- |
| 2010                           | „Muzyki moc” (Viva i przyjaciele) | 2                           | Viva 10 lat |
| „–” pozycja nie była notowana. |                                   |                             |             |

## Występy gościnne
| Rok  | Utwór | Album                |
| ---- | --- | -------------------- |
| 2009 | „Cukierek” (oraz Borys Szyc)                                                                                                | Feelin’ Good         |
| 2010 | „Muzyki moc” (Viva i przyjaciele)                                                                                           | Viva 10 lat          |
| 2010 | „Otwórzmy serca” (oraz Majka Jeżowska, Piotr Cugowski, Anna Wyszkoni, Andrzej Krzywy, Andrzej Piaseczny, Tomasz Szczepanik) | Czarodzieje uśmiechu |
| 2010 | „Buty, buty” (oraz Piotr Zubek)                                                                                             | Czarodzieje uśmiechu |

## Teledyski
| Rok  | Utwór                           | Reżyseria                    |
| ---- | ------------------------------- | ---------------------------- |
| 2006 | „Na kolana”                     | Mariusz Palej                |
| 2006 | „Ostatnia szansa”               | Kuba Łubniewski              |
| 2006 | „Potrafię kochać”               | Iza Poniatowska              |
| 2007 | „S.O.S.”                        | –                            |
| 2007 | „Zostań”                        | –                            |
| 2008 | „Nie ma nic”                    | –                            |
| 2010 | „Muzyki moc”                    | Jacek Szymczak, Marek Kremer |
| 2010 | „Wszystko czego chcę od ciebie” | Iza Poniatowska              |
| 2010 | „Książę”                        | Jacek Kościuszko             |
| 2010 | „Otwórzmy serca”                | –                            |
| 2015 | „Między słowami”                | Jacek Kościuszko             |
| 2017 | „Bez ciebie”                    | Monika Majorek               |
| 2018 | „Gloria”                        | Katarzyna Siudek             |
| 2019 | „Głowę noś do góry”             | Marcin Martinez Swystun      |
| 2019 | „Jedyna taka noc”               |                              |
| 2020 | „W pogoni za szczęściem”        | Andrzej Miękus               |
| 2021 | „Nigdy”                         | Olga Czyżykiewicz            |
| 2022 | „Lody”                          | –                            |
| 2022 | „Na próżno”                     | –                            |
| 2022 | „Złudzenia”                     | –                            |
| 2022 | „Pod skórą”                     | –                            |
| 2022 | „Powód”                         | –                            |